# Icaricia neurona
Icaricia neurona is een vlinder uit de familie van de Lycaenidae. De wetenschappelijke naam van de soort is voor het eerst gepubliceerd in 1902 door Henry Skinner.
De soort komt voor in Californië.